# Satz von Krasnoselski
Der Satz von Krasnoselski (englisch Krasnosselsky’s theorem bzw. Krasnoselsky’s theorem bzw. Krasnosel'skii’s theorem) ist einer der klassischen Lehrsätze des mathematischen Teilgebiets der Konvexgeometrie und als solcher angesiedelt im Übergangsfeld zwischen Geometrie und Analysis. Er geht zurück auf eine wissenschaftliche Arbeit des sowjetischen Mathematikers Mark Alexandrowitsch Krasnoselski aus dem Jahre 1946. Der Satz behandelt die Frage, unter welchen Bedingungen gewisse Teilmengen des Euklidischen Raums sternförmige Mengen sind. Er ist verwandt mit (und sogar eine Folgerung aus) dem Satz von Helly.

## Formulierung des Satzes
Der Satz lässt sich zusammengefasst darstellen wie folgt:
Gegeben seien eine natürliche Zahl {\displaystyle n} und eine aus unendlich vielen Raumpunkten bestehenden kompakte Teilmenge {\displaystyle X\subset \mathbb {R} ^{n}}. Hier gebe es zu jeder aus {\displaystyle n+1} Raumpunkten bestehenden Teilmenge {\displaystyle T\subset X} einen zugehörigen Raumpunkt {\displaystyle p_{T}\in X} dergestalt, dass jedes  {\displaystyle t\in T} von {\displaystyle p_{T}} aus sichtbar (s. u.) ist.
Dann gilt:
{\displaystyle X} ist sternförmig.
 Zusatz: Die Behauptung des Satzes gilt auch dann noch, wenn man die obige Sichtbarkeitsbedingung abschwächt und sie lediglich für jede aus  {\displaystyle n+1} ordentlichen (s. u.) Raumpunkten bestehende Teilmenge {\displaystyle T\subset X} fordert.

### Erläuterungen
- Für zwei Punkte {\displaystyle p,q\in X} ist {\displaystyle p} von {\displaystyle q} aus (in {\displaystyle X}) sichtbar – und umgekehrt! –, wenn ihre Verbindungsstrecke eine Teilmenge von {\displaystyle X} ist, wenn also für ihre konvexe Hülle die Beziehung {\displaystyle \operatorname {conv} \{p,q\}\subseteq X} gilt.
- Ein ordentlicher Punkt von {\displaystyle X} ist ein Randpunkt {\displaystyle p\in \partial {X}}, der zugleich ein Stützpunkt von {\displaystyle X} ist. Es ist dabei ein Stützpunkt von {\displaystyle X} ein Raumpunkt {\displaystyle p\in \mathbb {R} ^{n}}, zu dem ein lineares Funktional {\displaystyle f\colon \mathbb {R} ^{n}\to \mathbb {R} } existiert, welches nicht die Nullabbildung ist und dabei die Beziehung {\displaystyle \sup _{x\in X}{f(x)}=f(p)} erfüllt.[8]